# Oknówka wschodnia
Oknówka wschodnia, oknówka azjatycka (Delichon dasypus) – migrujący gatunek ptaka z rodziny jaskółkowatych (Hirundinidae), o niebieskoczarnym grzbiecie, białej nasadzie ogona i jasnoszarym brzuchu. Trzy podgatunki występują w Himalajach i wschodniej i środkowej Azji, zimę spędzają w niższych partiach gór lub w południowo-wschodniej Azji. Ptak liczny, na północy występujący aż po Syberię, niezagrożony wyginięciem.
Oknówki wschodnie wychowują się w koloniach. Ich gniazda z błota zawieszone są pod półkami skalnymi lub na ścianach budynków. Zarówno samiec, jak i samica budują gniazdo, wysiadują 3–4 białe jaja i opiekują się młodymi. Ptak żywi się niewielkimi owadami łapanymi w locie, wysoko nad ziemią. Obecne w jej diecie skoczogonki i larwy motyli sugerują, że zwierzę czasem poluje także na ziemi.

## Taksonomia
Oknówka wschodnia została po raz pierwszy opisana w 1850 przez naturalistę i ornitologa Charles’a Bonaparte na podstawie okazu schwytanego na Borneo. Nadano jej nazwę Chelidon dasypus. Krótko potem – w 1854 – dwaj naukowcy Frederic Moore i Thomas Horsfield przenieśli ją do nowo utworzonego rodzaju Delichon. Delichon to anagram greckiego słowa χελιδών (chelīdōn), oznaczającego jaskółkę, a dasypus pochodzi z greckiego δασύπους „gładko-nogi”. Najbliższymi krewnymi oknówki wschodniej są inne ptaki z rodzaju Delichon – oknówka zwyczajna i oknówka nepalska.
Wyróżnia się trzy podgatunki oknówki wschodniej:
- D. d. cashmeriense – podgatunek występujący w Himalajach i Azji centralnej, opisane przez angielskiego ornitologa Johna Goulda w 1858 na podstawie okazu schwytanego przez Andrew Leith Adamsa w Kaszmirze[13]
- D. d. nigrimentale – opisany przez niemieckiego ornitologa Ernsta Harterta w 1910 na podstawie okazu schwytanego w Fujian[14].
- D. d. dasypus – podgatunek opisany przez Bonapartego, rozmnażający się we wschodniej Rosji i na niedaleko położonych wyspach.

## Opis
Dorosła oknówka wschodnia mierzy 12 cm. Posiada ciemnoniebieskie ubarwienie, z kontrastującą białą nasadą ogona i jasnoszarym brzuchem. Ogon jest lekko rozwidlony, brązowoczarny (podobnie jak lotki). Nogi i stopy – brązowo-różowe, otoczone białymi piórami; oczy – brązowe, dziób – czarny. Występuje bardzo niewielki dymorfizm płciowy, samce mają zazwyczaj nieco bielszy brzuch niż samice, zwłaszcza tuż po pierzeniu. Młode ptaki mają mniej błyszczące pióra, ciemnobrązowy grzbiet, czasami z brązowym nalotem na nasadzie ogona.
W stosunku do D. d. dasypus D. d. cashmeriense jest nieco jaskrawiej ubarwiony i mniejszy. Najmniejszym podgatunkiem jest D. d. nigrimentale. Wszystkie podgatunki mogą być odróżnione od oknówki nepalskiej po białym podbródku (oknówka nepalska ma podbródek czarny), czarnych pokrywach ogona i bardziej kwadratowym ogonie. Od jaskółki oknówki oknówkę wschodnią odróżnia słabiej rozwidlony ogon i ciemniejszy brzuch.
Głos oknówki wschodniej to szemrzący, metaliczny trel, świstliwy świergot lub suchy, metaliczny pisk. Odgłosy są podobne do śpiewu jaskółki oknówki, aczkolwiek bardziej zgrzytliwe.

## Występowanie i środowisko
D. d. dasypus rozmnaża się w południowo-wschodniej Rosji, na Wyspach Kurylskich, w Japonii i czasami Korei. W zimie przelatuje przez wschodnie Chiny i zimuje na Półwyspie Malajskim, Borneo, Filipinach, Jawie i Sumatrze, niekiedy pozostaje w Japonii. D. d. cashmeriense rozmnaża się w Himalajach, od Afganistanu do Sikkimu, oraz od Tybetu do zachodnich i centralnych Chin. Występuje na wysokościach 1500–5000 m n.p.m., najczęściej na 2400–4000 m. Ten podgatunek migruje na niewielkie odległości, głównie zlatuje w niższe partie gór, czasem migruje do północno-wschodnich Indii, a niekiedy do Mjanmy i północnej Tajlandii. Trzeci podgatunek, D. d. nigrimentale, rozmnaża się w południowo-wschodnich Chinach i południowej Syberii. Nie wiadomo, gdzie zimuje, ale ptaki z Tajwanu migrują jedynie na niżej położone tereny. Oknówki wschodnie można spotkać aż po Zjednoczone Emiraty Arabskie, choć tam się nie rozmnażają. Obszar występowania D. d. cashmeriense pokrywa się z obszarem oknówki alpejskiej, ale rozmnażają się na różnych wysokościach. Możliwe, że pomiędzy tymi dwoma gatunkami dochodzi do krzyżowania.
Oknówka wschodnia najchętniej żyje na wzgórzach i w wąwozach na terenach górzystych, oraz na nadmorskich klifach, gdzie naturalne jaskinie i szczeliny dostarczają miejsca na gniazdo. Rozmnaża się także na dużych budynkach, takich jak kościoły, hotele, elektrownie. W zimie zazwyczaj zlatuje na niżej położone tereny, chociaż w Tajlandii spotkano osobniki na wysokości 2565 m.

## Zachowanie

### Rozmnażanie

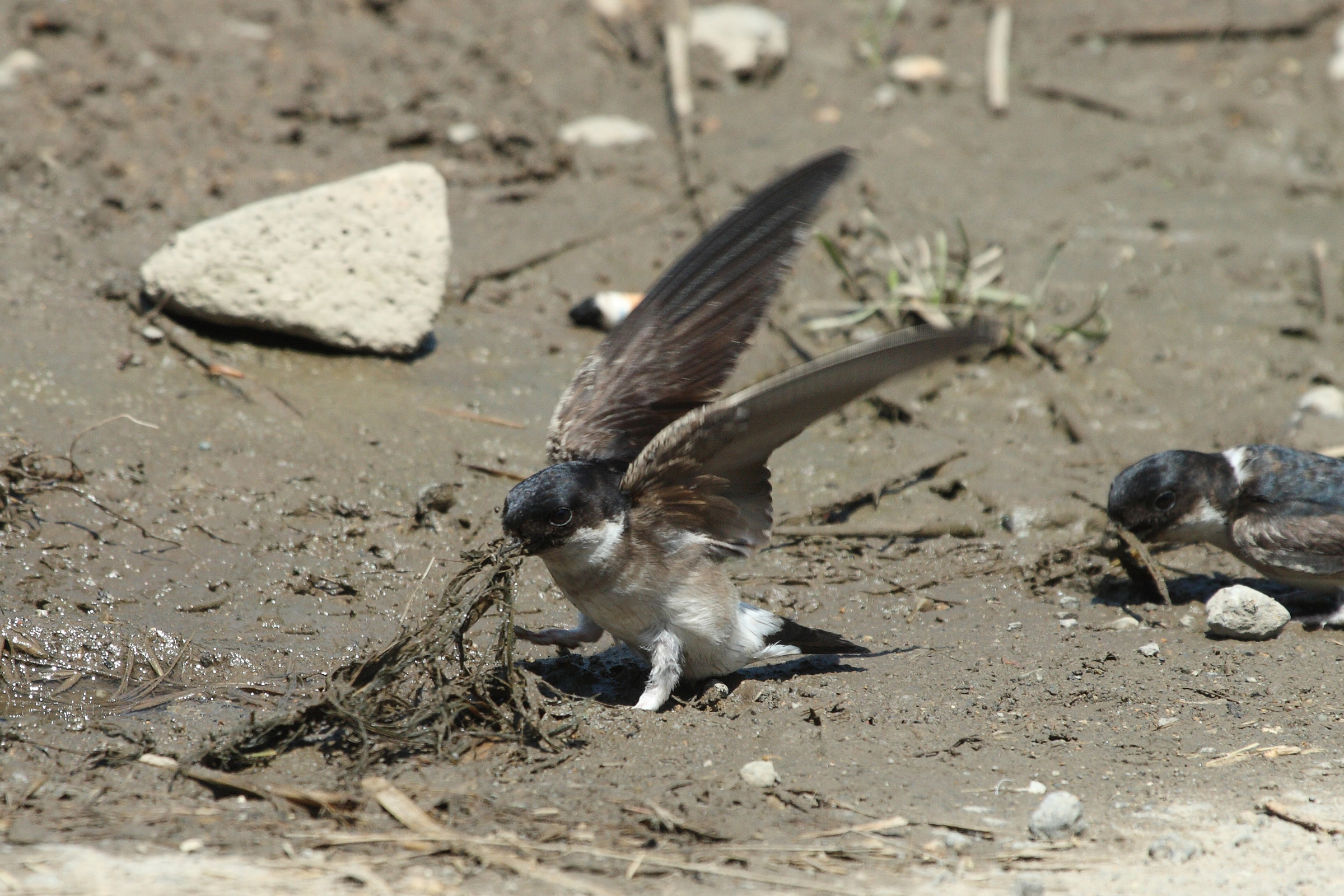
Jaskółka zbierająca materiał na gniazdo

Oknówka wschodnia rozmnaża się w koloniach, na klifach. Gniazda zawiesza pod nawisami skalnymi. Często także gnieździ się na dużych budynkach, takich jak mosty czy kościoły, ale nie w tak dużej ilości jak oknówka zwyczajna. Gniazdo budowane jest z błota, trawy i piór. W przeciwieństwie do pokrewnych gatunków, jaskółka wschodnia czasem nie zabudowuje do końca gniazd i nadaje im wygląd głębszej wersji gniazda dymówki. Rosyjskie badania dowiodły, że połowa gniazd w rejonie jeziora Bajkał była typu otwartego. Podgatunek D. d. cashmeriense buduje gniazda w kształcie płytkiej filiżanki.
Zazwyczaj lęg liczy 3–4 (okazjonalnie 6) białych jaj mierzących 20,2 mm × 14,1 mm i ważących 2,1 g. Czas wysiadywania i karmienia młodych jest nieznany; prawdopodobnie jest zbliżony do czasu jaskółki oknówki (wysiadywanie 14–16 dni, karmienie 22–32 dni). Budową gniazda, wysiadywaniem jaj i karmieniem młodych zajmują się oboje rodzice.

### Pożywienie
Oknówka wschodnia żywi się insektami chwytanymi w locie. Zjada głównie niewielkie muchy, mszyce z rodzaju Aphis i błonkoskrzydłe, takie jak latające mrówki. Jej jadłospis uwzględnia także wiele innych owadów: motyle, żuki, sieciarki. Pożywia się czasami na ziemi, dowodzi tego obecność w ich diecie skoczogonków i larw motyli.

### Drapieżniki i pasożyty
Ptaki te często są nosicielami pasożytów – zarówno zewnętrznych (pchły, wszy), jak i wewnętrznych (pasożytów krwi). Oknówka wschodnia jest głównym nosicielem jednego z gatunków pcheł – Ceratophyllus hirundinis, a ostatnio odkryto u jej przedstawicieli oznaki ptasiej odmiany malarii. Słabo poznano główne drapieżniki polujące na te ptaki. Prawdopodobnie są to gatunki podobne do tych atakujących oknówki, zwłaszcza szybko latające sokoły (np. sokół rdzawobrzuchy) chwytające swoje ofiary w locie.

## Status
Oknówka wschodnia jest rozpowszechniona na dużym terenie, a liczba osobników wydaje się stabilna, choć jest nieznana. Skutkiem tego została zakwalifikowana przez IUCN jako gatunek najmniejszej troski. Osobniki gatunku są spotykane powszechnie i mogą występować nawet w południowej Syberii.